# 宁阳颜子庙和颜林
宁阳颜子庙，位于山东省泰安市宁阳县鹤山乡泗皋村，是中华人民共和国全国重点文物保护单位之一。
1992年6月12日，授予山东省文物保护单位，分类为古建筑及历史纪念建筑。2013年3月5日，列入第七批全国重点文物保护单位，分类为古建筑。
宁阳颜子庙和颜林国家级文物保护单位揭牌仪式2013年6月3号在宁阳鹤山乡举行，庆贺颜子庙和颜林被国务院批准为第七批全国重点文物保护单位。颜子即颜回，字子渊，孔子最得意弟子,其“一箪食，一瓢饮，在陋巷，不改其乐”的贤乐思想，治世大道中的德治理念，在中国历史发展过程中具有无可替代作用，后世尊其为“复圣”。   宁阳颜子庙具有“二梁不在大梁上”的元代建筑特征，有很高的的文化、艺术、科学价值，这次颜子庙、颜林被批准为第七批国宝，为发扬光大颜子文化的精神内涵和文化内蕴，最大限度保护文化遗产，提供更好的机会和平台。